# Odbojkaški savez Srbije
Odbojkaški savez Srbije (kyrillisk skrift: Одбојкашки савез Србије, förkortat OSSRB) är idrottsförbundet för volleyboll och beachvolley i Serbien. Det har sitt säte i Belgrad.
Förbundet har funnits sedan 13 februari 1949 som självständigt förbund (och sedan 1946 som en enhet), då representerades hela Jugoslavien. Det var ett av fjorton förbund som var med och bildade det internationella volleybollförbundet FIVB.
Volleybollen anses ha introducerats i landet av den amerikanska professorn William Weiland som besökte landet 1924 och då föreläste om och visade upp sporten. Före andra världskriget fanns det inga organiserade tävlingar förutom inom Sokolrörelsen. Sporten var populär under kriget och efteråt bildades förbundet.  
Förbundet är anslutet till CEV sedan 1973.. 
Volleybollen har över tid fått ökad popularitet i landet. Efter Jugoslaviens sönderfall och efter att sanktionerna mot Serbien och Montenegro hävts har landslagen nått mycket stora internationella framgångar. Damlandslaget har blivit världsmästare två gånger (2018 och 2022) och europamästare tre gånger (2011, 2017 och 2019) medan herrlandslaget vunnit olympiska spelen en gång (2000) och blivit europamästare tre gånger (2001, 2011 och 2019).
Det finns i landet 30 000-40 000 aktiva spelare, med något fler kvinnor än män. 